# 郵購買賣
郵購買賣為中華民國法律《消費者保護法》（簡稱《消保法》）之用語，係指消費者未能檢視商品所為之買賣行為。

## 定義
《消費者保護法》第2條第10款規定：「郵購買賣：指企業經營者以廣播、電視、電話、傳真、型錄、報紙、雜誌、網際網路、傳單或其他類似之方法，使消費者未能檢視商品而與企業經營者所為之買賣。」其所為「郵購買賣」之用語，係指「消費者未能檢視商品所為之買賣行為」。又郵購買賣具有消費者在締結買賣契約前未能檢視商品之特性，因此在購買商品前之消費者在無法獲得完整之資訊下，其所作出之消費選擇常非妥適。為避免消費者因商品資訊不足而發生買賣糾紛及權益受損等情形，《消保法》賦予消費者不附理由之解除買賣契約權利，以維護消費者權益。

## 態樣

### 電視購物
「電視購物」係指企業經營者利用電視廣告，對視聽之消費者推銷商品，消費者則透過電視廣告所提供之聯絡電話向企業經營者訂購商品，企業經營者在確認消費者訂購商品後，以郵寄或宅配等方式將商品送達消費者之交易型態。在電視購物之交易類型，消費者可經由電視畫面所顯示之商品外觀察看商品，電視購物頻道商品介紹人員亦會說明與示範商品使用方式，消費者亦可透過電話詢問客服人員，以進一步瞭解商品之相關資訊，作為購物消費選擇之參考。
由於現代人凡事講求便利及效率，如出門購物所花費的時間太多，因此電視購物提供消費者足不出戶即可輕鬆購物的優勢，節省到商店消費付款的時間，又可以享受貨物宅配到府之服務。另一方面電視具備其他銷售通路所沒有的媒體特性，能夠針對收視消費者進行強力催化洗腦行銷，並搭配生動的聲光效果，塑造商品賣點，進而帶動消費者購買商品的意願。因此電視購物之銷售業績係所有無店面零售業中成長最快者。

### 型錄購物
「型錄購物」係企業經營者藉由多元行銷媒介，諸如報紙、雜誌、傳真、商品型錄等宣傳媒體來介紹商品，或僱用人員在人潮往來之街頭、馬路散發商品目錄，或將商品目錄放置街頭任人取用等方式，而由消費者參考商品目錄內容後，再以郵寄、電話、傳真或至企業經營者營業處所等方式購物，企業經營者在收到購物訂單後，亦以郵寄或消費者店取貨或其他通路行銷等方式，將商品送達消費者之交易型態。

### 電話行銷
「電話行銷」係指企業經營者以電話為媒介，藉以開拓行銷管道，亦為增加與消費者交易之機會。電話行銷具有聯絡速度快、企業經營者與消費者能為雙向溝通、可針對商品作深入說明、以及提昇交易機會等特色，乃廣為企業經營者所運用，做為與消費者間就消費事件溝通方式之媒介。由於現代社會電話、手機普及率甚高，資訊與通訊科技的發展改變了銷售管道的型態，符合科技優勢及現代社會追求便利、快捷的消費型態，加上成本低、效率高的特性，使得電話行銷之方式受到重視。
電話行銷可分為主動行銷與被動行銷二種型態。被動行銷是由消費者主動來電詢問、訂購或為服務之諮詢，因此企業經營者屬於被動之角色，由消費者撥打電話給企業經營者之情形，通常是在售後服務的過程中，介紹新的商品或其他消費者所需之商品，或是透過廣告的方式吸引消費者回電達成銷售目的；而主動行銷則是由企業經營者之行銷人員主動外撥電話，以尋找有需要之消費者，因此屬於積極主動的行銷方式，由企業經營者利用電話主動與消費者聯繫，以尋求交易之機會，可能是結合聯絡既有之消費者的資料庫行銷，或是採用主動電話行銷之方式來接觸陌生的潛在消費者，雖然其溝通成本較高，但因為接觸消費者的數量較大、企業經營者主導性較高，因此通常有較高的回應情形，這種型態的電話行銷是目前企業經營者主要的電話行銷模式。

### 網路交易
現代由於網際網路快速發展，透過網際網路可從事多元的活動，也帶動了資訊與傳播技術之發展，亦使電子商務迅速發展。網際網路大大提高了網路商店的效率，並減低消費者搜尋商品之成本及時間，促使網路交易平台、購物網站等網路交易媒介之發展。
所謂「網路交易」，係指在網路上進行商品或服務之交易而言。換言之，指由上網瀏覽商品或服務資訊、訂購商品或接受服務，乃至付款、扣款等交易程序均在網路上完成即屬之。 
常見之網路交易型態，為企業經營者透過網際網路建置網路商店與使用網路之消費者，就商品或服務所締結契約之交易活動，亦即企業經營者在網路上銷售商品或提供服務，而消費者則是在網路上購買企業經營者在網路上所提供之商品或服務。

### 其他類似型態購物
《消費者保護法》第2條第10款規定：「郵購買賣：指企業經營者以廣播、電視、電話、傳真、型錄、報紙、雜誌、網際網路、傳單或其他類似之方法，使消費者未能檢視商品而與企業經營者所為之買賣。」由該條款文義上觀察，所謂「其他類似型態購物」，乃指企業經營者以其他類似廣播、電視、電話、傳真、型錄、報紙、雜誌、網際網路、傳單之方法，使消費者未能檢視商品而與企業經營者所為之買賣。例如：地下電台廣播推銷、各式家電展覽特賣會等方式，因所收到之商品並非在現場可以檢視之商品。

## 相關規範
《消費者保護法》第18條規定：「企業經營者以通訊交易或訪問交易方式訂立契約時，應將下列資訊以清楚易懂之文句記載於書面，提供消費者：
1. 企業經營者之名稱、代表人、事務所或營業所及電話或電子郵件等消費者得迅速有效聯絡之通訊資料。
2. 商品或服務之內容、對價、付款期日及方式、交付期日及方式。
3. 消費者依第十九條規定解除契約之行使期限及方式。
4. 商品或服務依第十九條第二項規定排除第十九條第一項解除權之適用。
5. 消費申訴之受理方式。
6. 其他中央主管機關公告之事項。

經由網際網路所為之通訊交易，前項應提供之資訊應以可供消費者完整查閱、儲存之電子方式為之。」
《消費者保護法》第19條第1項規定：「通訊交易或訪問交易之消費者，得於收受商品或接受服務後七日內，以退回商品或書面通知方式解除契約，無須說明理由及負擔任何費用或對價。但通訊交易有合理例外情事者，不在此限。」

## 外部連結
- 消費者保護法 （页面存档备份，存于） （繁體中文）